# 朝鲜半岛旧石器时代
朝鲜半岛旧石器时代是朝鲜半岛考古学上以使用原始石器为特征的一个史前发展阶段。1966年，在平壤祥原郡发现的黑隅里遗址是目前朝鲜半岛出土的最早期旧石器时代遗址，距今有60万至40万年。朝鲜半岛其它旧石器遗址还有平壤力浦区大岘洞力浦人遗址、平安南道德川郡胜利山德川人遗址、咸镜北道雄基县屈浦里遗址、忠清南道公州石壮里遗址、忠清北道丹阳郡上诗里和堤川浦田里遗址、京畿道涟川郡全谷里遗址等:1-15:10。
朝鲜半岛旧石器时代的早期人类能够制造、使用简单的石器，并会使用火。朝鲜半岛旧石器时代后期出现了母系社会:7-9。

## 早期猿人
以黑隅里遗址为代表的朝鲜半岛旧石器时代早期距今有60万至40万年。生活在这一时期的早期人类是刚刚摆脱猿猴状态的猿人。猿人只能通过砸制或打制的方式制作简单粗糙的石器。按照形状的不同，猿人制作的石器可分为“手斧状石器”、“梯形石器”、“尖形石器”、“半月形石器”等。黑隅里遗址发现的29种动物骨骼中有18种是目前已经灭绝的动物，比如生活在第三紀末的祥原马、湿地野鼠，以及第四紀更新世中期的大型双角犀牛等。:1-3:10

## 中期古人

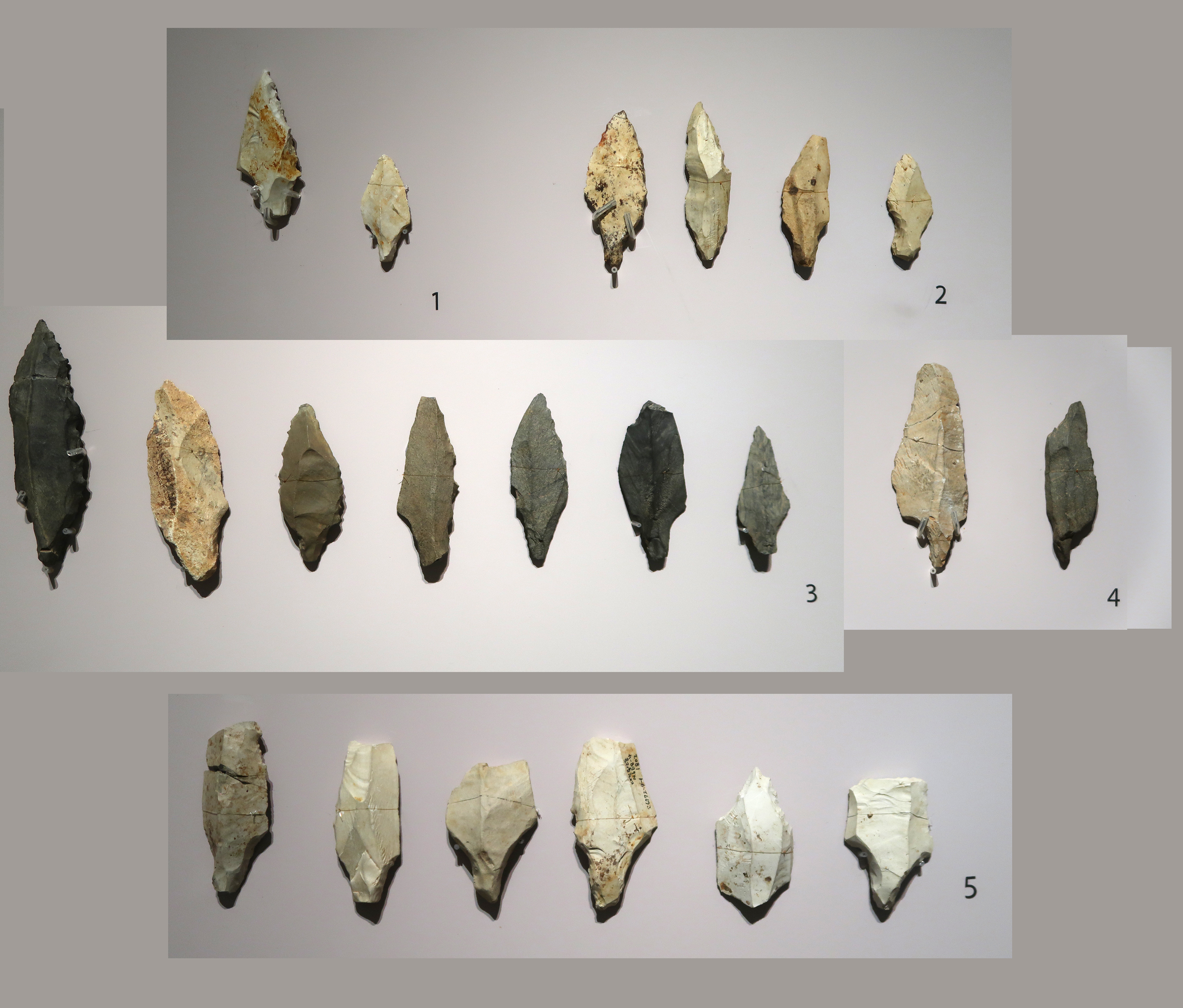
韩国旧石器时代石器

1977年9月，平壤力浦区大岘洞出土的古人类头骨化石特征显示当时的“力浦人”已经摆脱了猿人的状态，发展成为早期古人。力浦人遗址中已灭绝动物的化石比例较黑隅里遗址少，但奇蹄类哺乳动物的比例与黑隅里遗址相当，表明年代久远。此外，力浦人遗址还发现了30多种骨器。:4-5
1972年，平安南道德川郡胜利山人遗址下层发现的古人臼齿化石显示当时的“德川人”臼齿已经具有新人臼齿的原始特征，是距今10-4万年前的古人。德川人遗址中的动物骨骼化石中已经灭绝的动物比例明显减少，偶蹄类哺乳动物多于奇蹄类哺乳动物，表明德川人是比力浦人更晚的古人。:5
1963年，咸镜北道雄基县屈浦里文化遗址第一期层发现了古人建造的地穴式房屋和制作石器的石砧。遗址发现的砍伐器、刀刃之类的石器更加小巧、锋利，并发现了石核。这些表明当时的古人在石器的打制技术上有了提高。:5-7:10
1977年，平壤胜湖区货泉洞遗址发现黄火迹，直径50-60厘米，火灰厚约10厘米，说明朝鲜半岛旧石器中期的古人已经会使用火。山洞内亦发现有大型双角犀牛、鹿等更新世中期动物骨骼化石。

## 后期新人
咸镜北道雄基县屈浦里文化遗址第二期层、平安南道德川郡胜利山人和忠清南道公州石壮里等是距今4万至3万年前的朝鲜半岛旧石器时代后期遗址。这些遗址出土的砍伐器、刮削器、尖状器、石片刀刃等石器表明，这一时期的人类已经使用间接打击的方法制作石片，然后用压削的方法进一步修整。这一时期的人类体质结构较古人发生很大变化，已经发展成为与现代人同一类型的新人。旧石器时代后期的新人已经摆脱了原始状态，形成母系社会。:7-9:10

## 参阅
- 史前朝鲜
- 朝鲜半岛新石器时代
- 朝鲜半岛青铜器时代